# Divinópolis
Divinópolis es un municipio del sur del estado brasileño de Minas Gerais. Es la mayor ciudad de la Mesorregión del Oeste de Minas y de la microrregión del mismo nombre. Se encuentra cerca del área metropolitana de Belo Horizonte. Limita al norte con Nova Serrana, al noroeste con Perdigão, al oeste con Santo Antônio do Monte, al sudoeste con São Sebastião do Oeste, al sur con Cláudio y al este con Carmo do Cajuru y São Gonçalo do Pará, siendo atravesada por dos ríos: Río Itapecerica y Río Pará.
Según estimaciones del   Instituto Brasileño de Geografía y Estadística   (IBGE), su población es de 234.937 habitantes en 2017, siendo el municipio más poblado de la región del oeste de Minas Gerais y el 12.º más poblado del estado de Minas Gerais, ocupando un área de poco más de 708 kilómetros cuadrados. La ciudad es reconocida como el polo de moda del estado de Minas Gerais, debido a la alta concentración de industrias de la industria Confeccionista y textil.

## Geografía
Divinópolis está ubicada en la zona metalúrgica, microrregión (186) del Valle de Itapecerica: -20.13889 (latitud sur) -44.88389 (longitud oeste); Macrorregión del Alto São Francisco, margen derecha. Limita con los siguientes municipios: Nova Serrana (Norte), Perdigão (Noroeste), Santo Antônio do Monte (Oeste), São Sebastião do Oeste (Suroeste), Cláudio (Sur), Carmo do Cajuru (Este) y São Gonçalo do Pará (Este).
El territorio es bañado por dos ríos, ambos afluentes y tributarios del río São Francisco: el río Pará, que nace en Entre Rios de Minas y baña todo el litoral de Divinópolis, y el río Itapecerica, que nace en esta región (Ribeirões Boa Vista y Tamanduá), cortando transversalmente la ciudad en sus 18 kilómetros de extensión, y desemboca en el río Pará.